# 상흔
《상흔》(The Scar)은 자칭 'weird fiction' 작가인 영국 런던 출신 차이나 미에빌의 세 번째 장편소설이다. 2002년 필립 K. 딕 기념상, 2003년 아서 C. 클라크 상 및 2003년 휴고상 장편부문 후보에 지명되었으며, 2003년 영국환상문학상 및 로커스상을 수상했다. 《퍼디도 스트리트 정거장》과 같은 세계를 배경으로 삼고 있고, 전작의 사건으로부터 시간상 바로 이어지기는 하지만, 다른 등장인물과 장소를 다루고 있어서 독립된 작품으로 읽을 수 있다.

## 내용 요약

### 항해
《상흔》은 뉴크로부존(《퍼디도 스트리트 정거장》의 배경)으로부터 출항한 작은 배 한 척의 항해로 시작된다. 배는 바스락의 범람양 건너편 대륙에 위치한 새 식민지, 노바 에스페리엄으로 향하고 있다. 배에는 《퍼디도 스트리트 정거장》의 사건과 관계된 결과 목숨을 부지하기 위해 도시에서 탈출한 언어학자 벨리스 콜드와인과, 범죄자였다가 개조형을 받고 노예가 된 리메이드 태너 색이 타고 있다. 배는 노바 에스페리엄에 도착하지 못한 채 해적들에게 나포당하고, 그 승객과 승무원과 죄수들은 수천 척의 배들을 연결해서 만든 수상 도시, 아마다의 시민으로 모두 강제 징집된다. 태너는 자유의 몸이 되자 개조된 자신의 육체를 인정하고 더 많은 개조를 가해 완전한 양서류 인간이 된다. 이제 죄수나 노예가 아닌 시민들과 동등한 대접을 받게 되면서, 아마다에 대한 태너의 충성심은 확고해진다.

### 밸리스
그동안 벨리스는 훔쳐온 책들로 이루어진 도시의 방대한 서가를 담당하는 사서로서의 새 인생에 대한 불만에 가득 차서, (처음 도망칠 때와 비교하면 다소 모순되는 소망이지만) 고향으로 돌아가기를 꿈꾼다. 그녀는 온몸에 상흔를 낸 수수께끼의 지도자인 '연인들'을 호위하는 막강한 전사 유서 돌의 눈에 들게 된다. 돌은 자기 나름의 이유로 벨리스를 아마다 시의 문제에 더욱 깊이 끌어들이고, 이내 그녀는 아방이라는 전설상의 바다 괴물을 불러내려는 '연인들'의 계획에 은밀히 연루된다. 동시에, 그녀는 차가운 발톱 바다의 그린딜로 종족이 뉴크로부존에 대한 전쟁을 계획하고 있음을 밝혀 낸 뉴크로부존의 첩자 사일러스 페넥과 만나게 된다. 사일러스는 뉴크로부존의 지도자들에게 전쟁이 일어날 거라 경고하려고 (그럼으로써 그린딜로에게 학살당할지도 모를 수백만 명의 무고한 사람들을 구하려고) 돌아가는 길이었다. 벨리스와 사일러스 사이는 이성 관계로 발전하고, 두 사람은 고향 도시를 구할 수 있는 힘이 없다는 사실에 동병상련을 느낀다.

### 연인들
곧이어 벨리스는 아마다의 도서관에서 '연인들'이 아방을 불러내는 데 필요한 정보를 우연히 발견한다. 아마다가 아방을 소환하여 뉴크로부존을 공격할 거라 생각한 벨리스는 고향 도시에 이 사실을 알려야 할 필요를 느끼고, 그 정보를 없애버린다. 하지만 이로 인해 '연인들'은 지금으로써 아방을 소환하는 방법을 아는 유일한 인물인 크뤼악 옴을 찾게 된다. 아마다는 무시무시한 모기인간인 아노펠리 종족이 사는 이름 없는 섬으로 가는 탐사대를 조직한다. '연인들'은 옴과 필요로 하는 정보를 찾아내고, 아마다 바깥에 나가 있는 동안 벨리스는 임박한 그린딜로의 침공을 경고하는 전갈을 뉴크로부존으로 보낸다. 그리고 아마다가 아방을 소환하고 생포하는 데 성공하면서 '연인들'이 아방을 소환한 진정한 목적이 밝혀진다.

## 관련 서적
《상흔》은 플롯 면에서 다른 바스락 소설들과 독립적이지만, 몇 가지 소소한 연결고리들을 가지고 있다. 먼저, 벨리스는 첫 번째 소설 《퍼디도 스트리트 정거장》에서 일어난 사건의 직접적 결과로 뉴크로부존에서 도망치게 되었다. 그녀는 《퍼디도 스트리트 정거장》의 주인공, 아이작 댄 더 그림너불린과 개인적인 관계가 있었다(《퍼디도 스트리트 정거장》에서도 아이작이 예전에 사귀던 여자친구로 벨리스를 잠시 언급한다).
태너 색은 소설 속 어느 부분에서 자신이 《아이언 카운슬》의 주요 등장인물인 스파이럴 제이콥스를 안다고 말한다.
바스락 소설은 아니지만, 《운 런던》 또한 《상흔》과 연관이 있다. 벨리스가 셰켈에게 읽고 쓰는 법을 가르치기 위해 사용하는 책인 《용감한 계란》은 《언런던》에 나오는 도서관의 책더미 속에서 디바가 골라낸 책이기도 하다.
다음은 《상흔》을 쓰는 데 영향을 미친 책들의 목록이다. 이 가운데 여러 권이 책 속에서 인용되었고, 대부분은 등장인물이나 선박, 장소의 이름에 반영되었다.
- 잭 밴스 《푸른 세계》(The Blue World)
- 윌리엄 호프 호지슨 《"글렌 캐릭" 호의 구명정들》(The Boats of the "Glen Carrig")
- 머빈 피크 《고멩가스트 시리즈》(The Gormenghast novels)
- 루이스 캐럴 《스나크 사냥》(The Hunting of the Snark)
- 허먼 멜빌 《모비딕》(Moby-Dick)
- 닐 스티븐슨 《스노 크래시》(Snow Crash)
- M. 존 해리슨 《비리코니엄 사이클》(The Viriconium cycle)
- 어니스트 헤밍웨이 《노인과 바다》(The Old Man and the Sea)